# Бородкин, Владимир Васильевич
Владимир Васильевич Бородкин (13 января 1942, Красноярский край — 15 января 2013, Германия) — советский и российский архитектор, заслуженный архитектор России (1996).

## Биография
Родился 1 января 1942 года в Красноярском крае.
Окончил среднюю школу в Агарске Иркутской области, затем — архитектурный факультет Новосибирского инженерно-строительного института (1965).
Два года работал в Благовещенске. В 1971 году окончил аспирантуру Московского архитектурного института.
В 1972—1999 годах трудился в Новосибгражданпроекте. С 1980 года руководил архитектурно-планировочной мастерской № 5. С 1985 по 1987 год был главным архитектором Новосибирска. В 1990 году создал персональную творческую мастерскую и одновременно руководил АПМ № 3 Новосибгражданпроекта.
С 1998 года занимал пост председателя Новосибирской организации Союза архитекторов России.
С 1999 года руководил самостоятельным проектным бюро ООО «АПМ-ТРИ» и персональной творческой мастерской.
Был в должности профессора кафедры архитектуры гражданских зданий в Новосибирской архитектурно-художественной академии.
Умер 15 января 2013 года в Германии в Альпах. Похоронен на Заельцовском кладбище Новосибирска.

## Работы
В Новосибирске Владимир Бородкин самостоятельно и в соавторстве спроектировал и построил большое число жилых и общественных зданий. В числе крупных объектов — Дворец культуры Сибсельмаш на площади Маркса, Сибирский кадровый центр на улице Шевченко, общежитие УВД на улице Мичурина, 6, жилой массив по улице Шевченко, комплекс техникума физической культуры на улице Немировича-Данченко, жилой комплекс по Новогодней улице, общежитие Высшей партийной школы на Красном проспекте, Собор Преображения Господня, торговые комплексы «Зелёные купола», «Манхэттен», торговый центр «Александровский», бизнес-центр «Кобра» и т. д.
Под руководством Бородкина был спроектирован и построен город Муравленко.

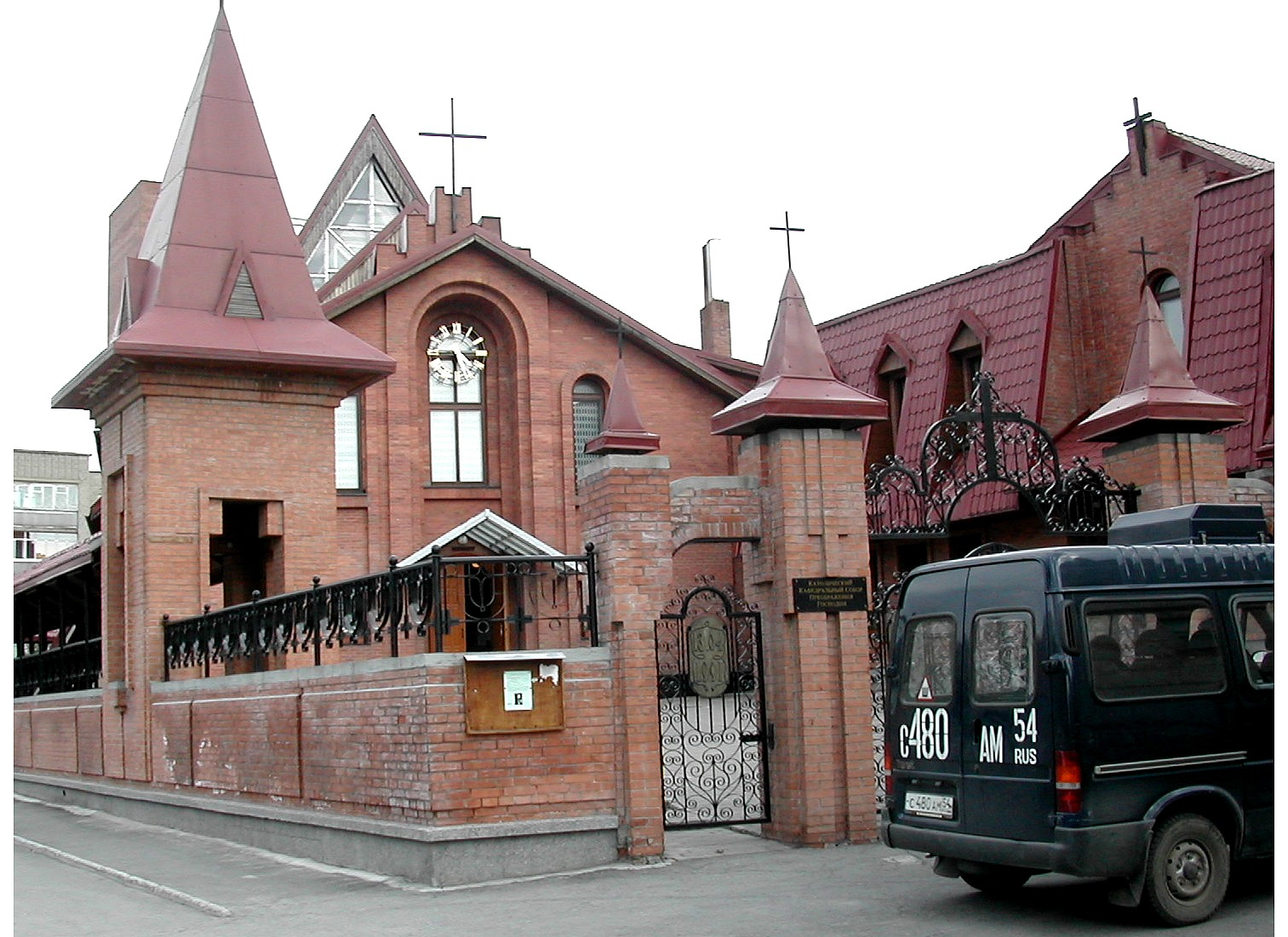
Собор Преображения Господня
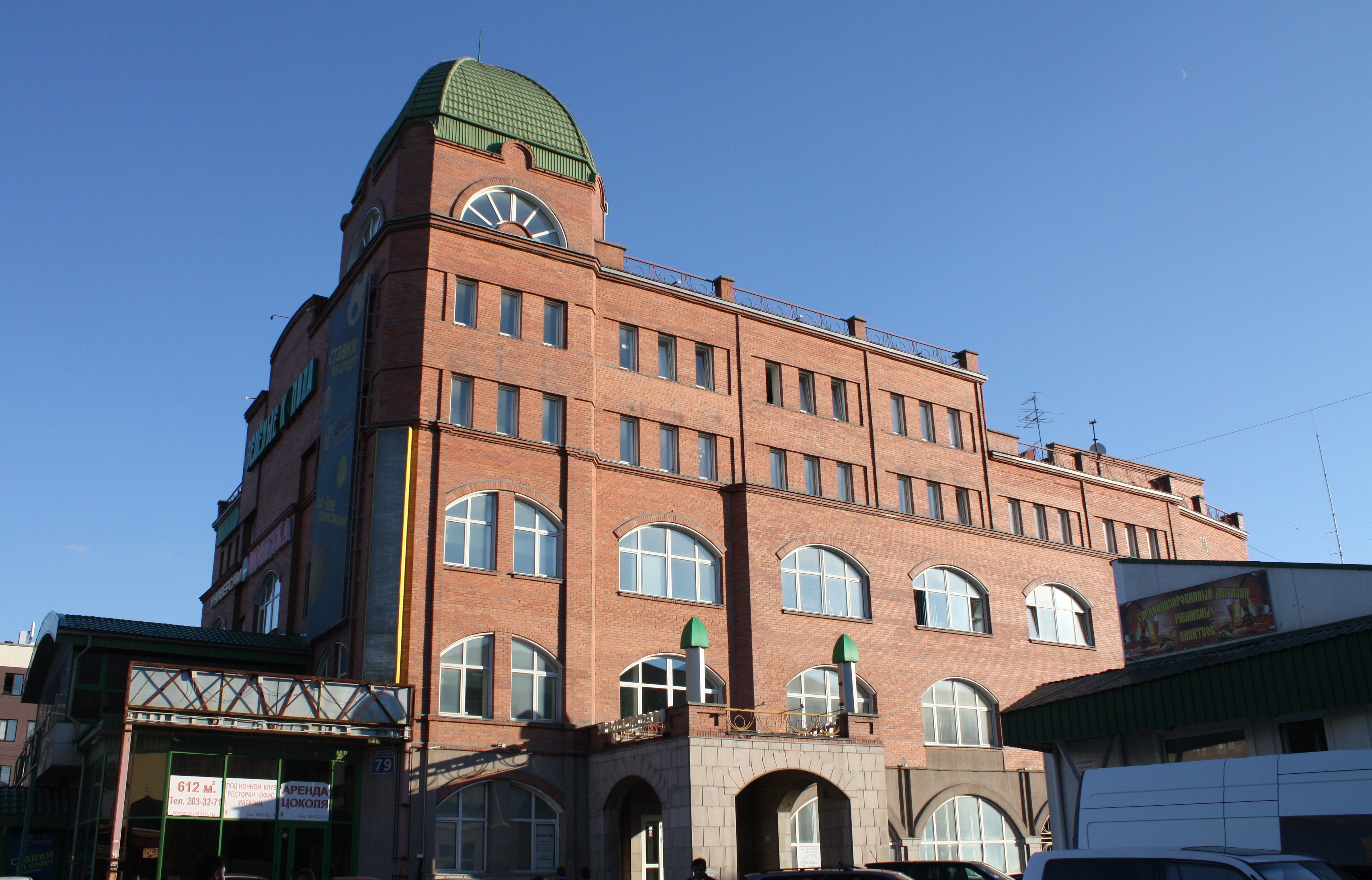
Торговый комплекс «Зелёные купола»
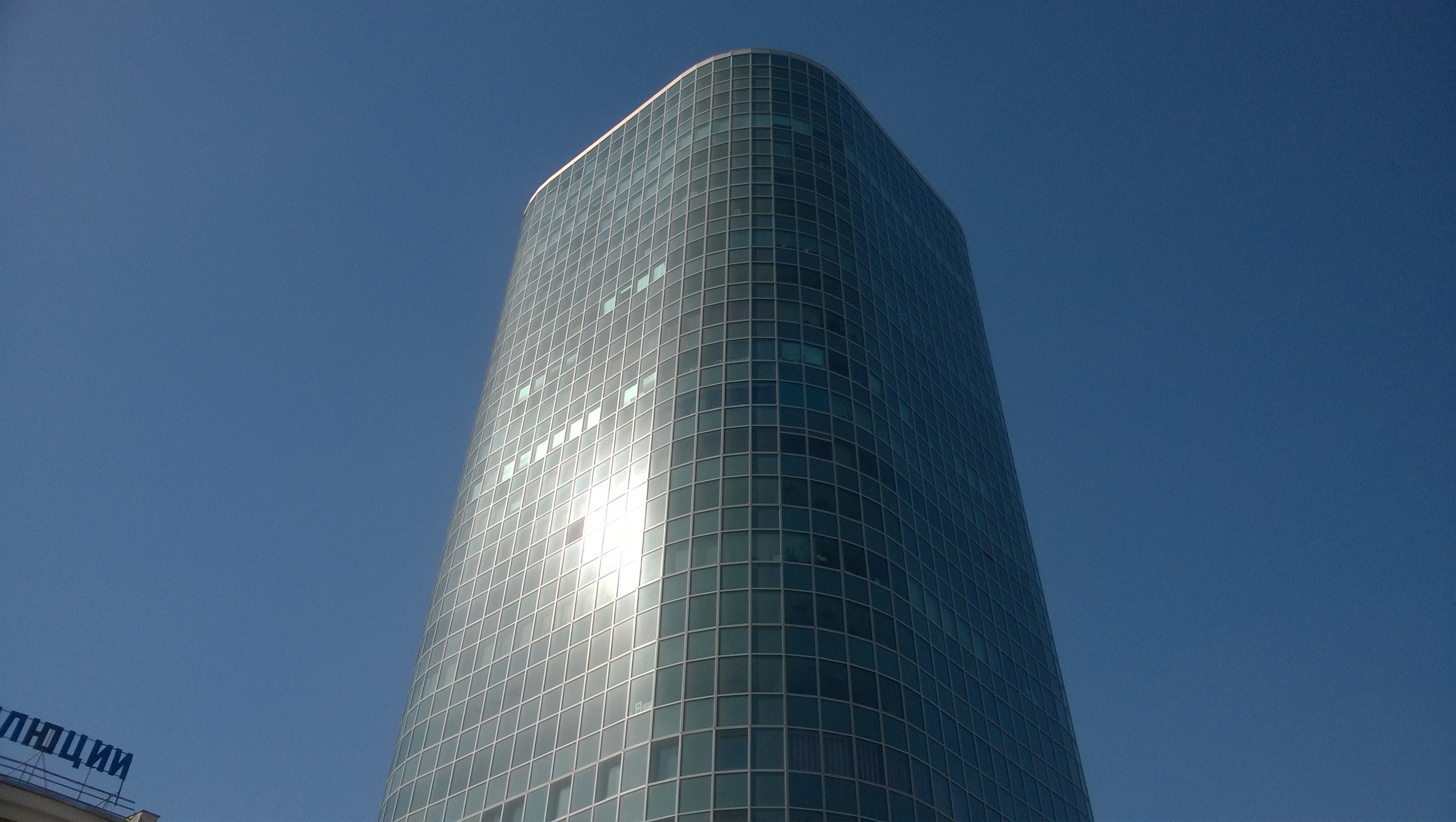
Бизнес-центр «Кобра»
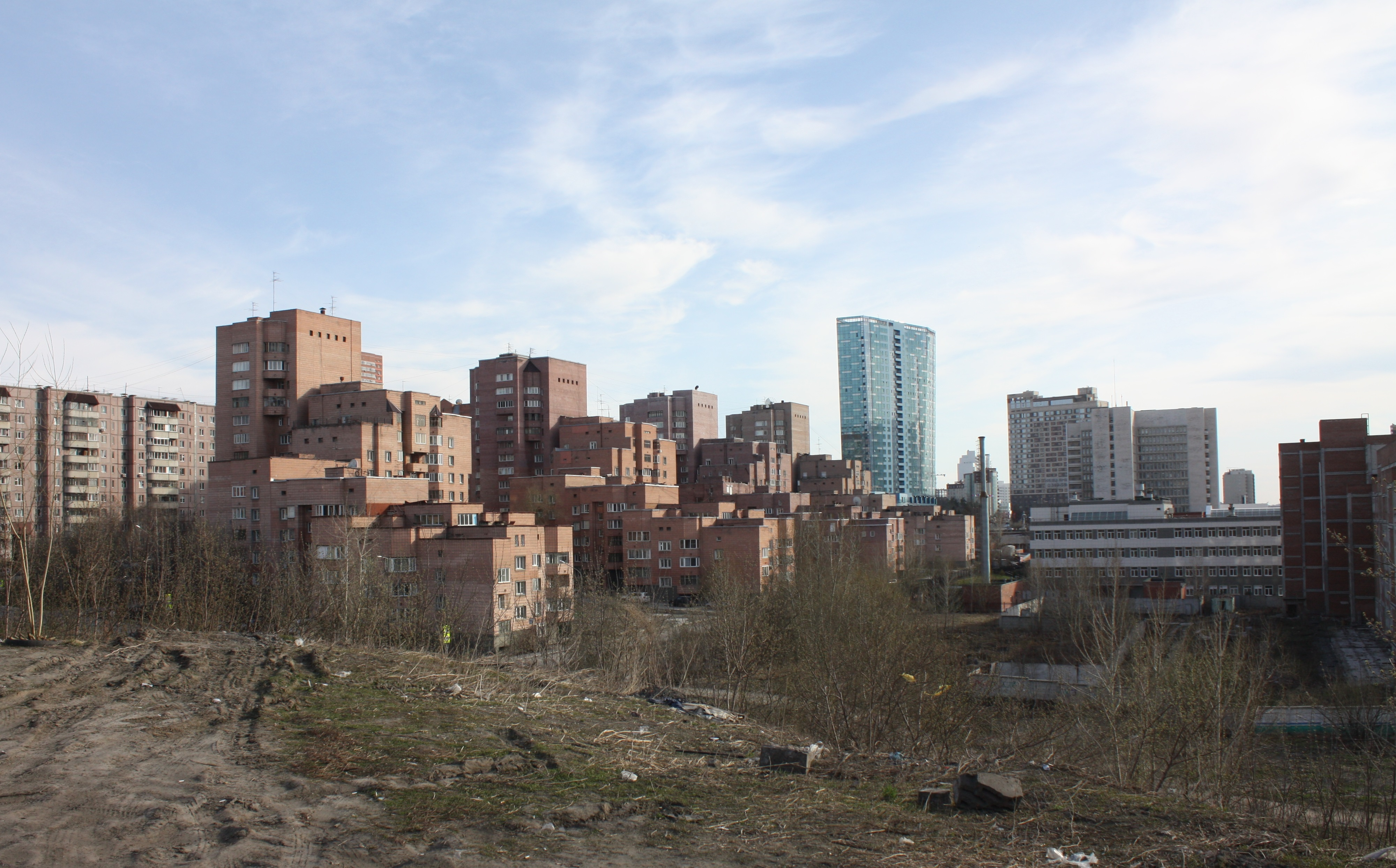
Каскадные дома Шевченковского жилмассива

## Адрес проживания
Владимир Бородкин жил и работал на Депутатской улице в доме № 2, который был возведён в 1997 году по его проекту.